# Kijotaka Curisaki
Kijotaka Curisaki (釣崎 清隆, * 1966, prefektura Tojama Prefecture) je významný japonský fotograf, který se specializuje na fotografování mrtvých těl.

## Životopis
Po absolutoriu na Keio University pracoval jako režisér videa pro dospělé a v roce 1994 se stal fotografem mrtvého těla. Fotografoval v Thajsku, Kolumbii, Rusku, Palestině a jinde. 

## Publikace

### Knihy
- Sekaizankokukikou SHITAI NI ME GA KURANDE (死 体 に 目 が 眩 ん で - 世界 残酷 紀行, 2000)
- Fight Review (フ ァ イ ト 批評, 2005)

### Fotokniha
- danse macabre na HARDCORE WORKS (1996)

### Videa
- Junk film / Tsurisaki Kiyotaka tanpen shu (ジャンクフィルム/釣崎清隆残酷短編集, 2007)
- Shigeshoshi Orozco (死化粧師オロスコ, 2008)